# Tabu
A tabu (proto-polinéziai tapu ’tiltott, rituálisan szabályzott’) szentként vagy tiltottként megnevezett bármely emberi tevékenységre vagy szokásra kiterjedő erős társadalmi tiltás vagy tilalom; a tabu megszegését a társadalom általában kifogásolhatónak és elítélendőnek tartja. 
Amikor egy szokás vagy tevékenység tabunak számít, akkor azt tilos folytatni, megtenni. Ilyen tilalmak megszegését a törvény is büntetni rendelheti, de a tabu áthágása lélektani teherként is súlyosnak számít.
A társadalmi szokások és normák megváltozása révén a tabuk is változhatnak. Bár a mai nyugati országokban gyakran beszélnek „tabuk nélküli társadalomról”, itt is, mint minden társadalomban, lehetnek tabutémák, például a szexualitás, a székletürítés, a halál.

## Etimológia
A szó a polinéz kultúrából, a tongai nyelvből származik, James Cook 1771-es útja után terjedt el, elsőként Angliában.
Az említett kultúrákban a tabunak vallásos értelme van, más kultúrákban jelentése ettől eltérő is lehet.

## Általános leírás
A különböző kultúrákban különböző tabuk fordulnak elő; egy sincs, amely minden kultúrában azonos formában létezne, bár némelyek elterjedtebbek a többinél (a vérfertőzés például minden mai kultúrában tabu, csak az változik, tulajdonképpen mit is tekintenek annak; hasonló mértékű tabu még a kannibalizmus).
A tabuk az élet minden területére kiterjedhetnek. Okaik gyakran az erkölcsben vagy a vallásban keresendők, de rengeteg tabura a modern tudomány racionális magyarázatot adva azok létét igazolta.
Lehetnek étkezéssel kapcsolatosak (például a muzulmánoknál a disznóhús, a vér stb. fogyasztásának tilalma (lásd halal étkezés); hasonló tilalmak vannak a zsidóknál a kóser étkezés szabályai).
 Tabuk lehetnek bizonyos szavak is, például Isten nevének kiejtése bizonyos vallásokban (például Jehova), illetve egyes trágár szavak, kifejezések, ill. a szexualitás és az anyagcsere is – bár ezek manapság inkább határesetek a tabu és az illemszabályok között.
A 19. századi tabuk (például meztelenség, szexualitás) elsöprése a naturizmussal kezdődött. A 21. században már sokak szerint a halál témája a tabu.
A tabuk létrejötte, fennmaradása, majd pedig megtörése és eltűnése nem ad hoc, kaotikus folyamat, hanem körülmények hatására áll be. Előfordulhat, hogy a társadalmi tehetetlenség hatására egyes szavak használata még akkor is tiltott marad, ha a tiltás racionális oka már rég megszűnt.

## Tabutémák
Jellemző mai tabutémák: 
- a család adóssága
- a házasságon kívül született gyermek
- a házastárs félrelépése
- a férj erőszakoskodása
- a férj vagy feleség alkoholizmusa
- a gyermek homoszexuális hajlama
- valamelyik családtag kábítószerezése
- munkanélküliség
- súlyos betegség
- a gyerek szexuális bántalmazása

Bernd Gasch professzor, a dortmundi egyetem tanára felmérése alapján:
- Vécészokások
- Felnőtt szexuális viselkedés
- Gyermeki szexuális viselkedés
- Szégyellnivaló események, kudarcélmények
- Politikai vélemények
- Fantáziák, ábrándok
- Agresszív gondolatok, vágyak
- Menstruáció
- A saját testről alkotott kép
- Parapszichológiai témák
- Testi higiénia